# Bons Vœux
Bons Vœux is een Belgisch bier van hoge gisting.
Het bier wordt gebrouwen in Brouwerij Dupont te Tourpes. Het is een goudgeel bier met een alcoholpercentage van 9,5%. Marc Rosier van Brouwerij Dupont ontwikkelde in 1980 het bier Spécial de Nouvel An, in het begin uitsluitend verkrijgbaar in de maand december. Dit bier groeide uit tot hun succesbier, eerst onder de naam Avec les Bons Vœux en is nu onder de naam Bons Vœux het gehele jaar beschikbaar.